# Love Boat/Facciamolo una volta di più
Love Boat/Facciamolo una volta di più è un singolo discografico di Little Tony  scritto da Vito Tommaso pubblicato nel 1981.

## Descrizione
Il primo brano venne impiegato come sigla musicale della omonima serie televisiva, trasmessa in Italia da Canale 5 negli anni '80 e da diversi canali locali. Il brano esiste in due edizioni, la prima con una strofa inedita non presente nella versione televisiva mentre la seconda contiene solo il ritornello ripetuto due volte, seguito da un ritornello reso in parte strumentale, e il finale.

## Tracce
1. Love Boat (Profumo di mare) – 3:34 (Vito Tommaso)
2. Facciamolo una volta di più – 3:58 (Antonio Ciacci, Toni Tennille e Vito Tommaso)